# My (film 2018)
My (nid.: Wij) – holenderski dramat filmowy z 2018 roku w reżyserii René Ellera. Podczas upalnego lata w belgijsko-holenderskiej wiosce ośmioro nastolatków podejmuje grę z własną seksualnością. Film jest adaptacją książki Elvisa Peetersa wydanej w 2009 roku pod tym samym tytułem.

## Fabuła
W upalne lato, mieszkająca przy granicy belgijsko-holenderskiej, grupa ośmiorga nastoletnich przyjaciół (czterech chłopaków i cztery dziewczyny), postanawia znaleźć sposób na zabicie nudy. Początkowo niewinne zabawy i odkrywanie własnej seksualności zmieniają się w przekraczanie granic emocjonalnych i moralnych, by w końcu doszło do tragedii. Przekonani o wyjątkowości tego właśnie lata pragną bawić się coraz lepiej, a do tego potrzebują pieniędzy. Wpadają na pomysł, aby nagrywać filmiki, na których uprawiają seks, każdy z każdym. To wkrótce przestaje im wystarczać, zarówno pod względem finansowym, jak i dostarczanych bodźców. Kolejnym krokiem jest stworzenie czegoś na kształt agencji towarzyskiej, gdzie chłopcy bawią się w alfonsów oferujących klientom ciała swoich koleżanek. Grupa przyjaciół z każdym dniem przybliża się do nieuchronnej tragedii. Zaczyna się od seksu grupowego, kończy się pornografią, prostytucją, porwaniem, szantażem i morderstwem. 
Film podzielony jest na cztery części z perspektywy czworga najaktywniejszych członków grupy, przez co chronologia wydarzeń jest nieco zaburzona, a kolejne wątki stopniowo uzupełniane. Początkowo wydarzenia widz poznaje z perspektywy Simona, kolejno Ruth, dalej Liesl. Na końcu, najbardziej kontrowersyjna część, ukazana jest z punktu widzenia Thomasa, mającego zadatki na sprawnego biznesmena, który widzi w ich poczynaniach duży potencjał.

## Obsada
- Pauline Casteleyn jako Liesl
- Aimé Claeys jako Thomas
- Gaia Sofia Cozijn jako Sarah
- Axel Daeseleire(inne języki) jako Martin - ojciec Thomasa
- Vincent de Boer jako History Teacher
- Tom De Vreese jako Dutch teacher
- Nick De Vucht jako Resident DJ
- Joke Devynck(inne języki) jako Patricia - matka Liesl
- Laura Drosopoulos jako Ena
- Pieter Embrechts(inne języki) jako ojciec Simona
- Gonny Gaakeer jako Danielle - matka Femke
- Tijmen Govaerts(inne języki) jako Simon
- Mattijn Hartemink jako Peter - ojciec Femke
- Filip Hellemans	jako Springer / skoczek
- Maxime Jacobs jako Ruth
- Michael Pas(inne języki) jako Guy - chłopak matki Simona
- Gert Portael(inne języki) jako pani van Langendonck
- Barbara Sarafian(inne języki) jako Vera - matka Simona
- Lieselot Siddiki jako Loesje
- Karlijn Sileghem(inne języki) jako matka Thomasa
- Tom Van Bauwel(inne języki) jako pan van Langendonck
- Friso van der Werf jako Jens
- Salomé van Grunsven jako Femke
- Dominique Van Malder jako sprzedawca
- Vincent Van Sande jako Frederik - brat Thomasa
- Christine van Stralen jako matka Ruth
- Steven van Watermeulen jako nauczyciel biologii
- Folkert Verdoorn jako Karl

## Nagrody
- Nederlands Film Festival 2018
- Raindance Film Festival 2018
- RIFF Rome Independent Film Festival 2018